# Simbad e il califfo di Bagdad
Simbad e il califfo di Bagdad (Simbad y el Califa de Bagdad) es una película italiana, estrenada en 1973, dirigida por Pietro Francisci.